# Třebešín
Třebešín je jméno táhlého návrší a vilové čtvrti, která se nachází v severní části Strašnic severně od ulice Počernická. Na východě sousedí se Sídlištěm Malešice, na severu s bývalým nákladovým nádražím Žižkov a na západě s Olšanskými hřbitovy. Název Třebešín nesou ulice Na Třebešíně, Nad Třebešínem I–III, Pod Třebešínem a Za Třebešínem, Střední odborné učiliště, Střední průmyslová škola, sportovní areál VŠE a Velodrom. Přibližně v místech Velodromu Třebešín se nachází nejvyšší bod (274 m n. m.).

## Historie
Před rokem 1914 byla v místech Třebešína pole. Roku 1926 jsou zde zaznamenány první domy. Od roku 2014 nese park mezi dvěma větvemi ulice Na Třebešíně název „Park Jiřího Karena“.

### Stavby
- Červený dvůr (Praha) – zaniklá hospodářská usedlost zvaná též Direktorka, U Nákladového nádraží, původní č.p. 43
- Mikrofona bratří Knotků – továrna na výrobu a zařizování telefonů, U Nákladového nádraží 3158/8
- Skladový areál Pramen Praha – K Červenému dvoru 2132, arch. Emil Hlaváček, výstavba roku 1966[6]
- Velodrom Třebešín – Nad Kapličkou 3324/15. Postaven roku 1941 podle návrhu inženýra a cyklistického závodníka Josefa Šídla. Délka 333 metry, původní délka 412 metrů.[7]
- Střední průmyslová škola strojní – Na Třebešíně 2299/69

### Události
- Památník bývalého vysílače Strašnice „Věrná vlna 415 m“, K Červenému dvoru 1061/17. Rozhlasový vysílač uvedený do provozu roku 1925 měl mezi dvěma dřevěnými stožáry o výšce 40 metrů nataženou anténu o délce 60 metrů. Vysílal v době Pražského povstání v květnu 1945.[8]
- Letecká nehoda vojenského stroje MiG-21PF - 0304 (26.10.1971) – pro poruchu motoru se zalétávací pilot LO Kbely pplk. Rostislav Luska katapultoval a letoun dopadl do areálu učiliště. Nikdo nebyl zraněn, Podle jiné verze (Ocelový hřebec MiG-19, 2008, s. 561 a 344) dopadl letoun na staveniště, zraněno bylo 6 osob včetně pilota.[9]
- Studenti pražské průmyslovky Na Třebešíně se 16. června 2014 jako jediní v České republice živě spojili s oceánografem Fabienem Cousteauem, který právě pobýval v podmořské laboratoři u Floridy.[10][11]

### Obyvatelé
- V ulici Na Třebešíně 16 nějaký čas bydlel spisovatel a dramaturg František Kožík. Jihovýchodně pod Třebešínem v ulici V Úžlabině 884 bydlel od 27. srpna 1934 do srpna 1948 básník Vladimír Holan (1905–1980) se svou ženou Věrou v podkrovním bytě vily lékaře profesora Jaroslava Hlavy (1855–1924), kde měli kuchyň a jeden pokoj.[12][13][14] V ulici Na Třebešíně 2 žila spisovatelka Jaromíra Hüttlová.
- Na Třebešíně 50 žil v letech 1963–1980 český spisovatel a novinář Karel Nový
- Roku 1969 přijal architekt a bývalý olympionik Jiří Siegel žádost od zpěváka Karla Gotta na projekt dvougeneračního domu ve Slunečné ulici (postaveno v letech 1969–1971). Vila pojatá jako americký bungalov s dřevěným stropem byla na technologicky vysoké úrovni - do terénu zapuštěný dům měl přes bazén výhled do údolí, posuvná ocelová okna o rozměrech 2,7 x 2,5 metru, vytápěni podlahovými předokenními konvektory a instalace vedené v kolektorech pod podlahou. Protože stavba byla vlhká, rodina se roku 1974 přestěhovala do vily na Bertramce a strašnickou vilu získal bývalý ministr stavebnictví Karel Polák.[15][16]
- V ulici K Červenému dvoru č.p. 677/1 bydlel herec Jaroslav Marvan, v ulici Okrajní 454/4 František Filipovský[17], v ulici K Červenému dvoru 4 Miloš Nedbal a v ulici Pod Třebešínem 849/18 jejich divadelní kolega Čeněk Šlégl, kterému byl po skončení 2. světové války a soudních procesech vymezen v jeho vlastní vile pouze malý byt.[pozn. 1] V Počernické 735 si po svém ovdovění dala postavit dům herečka Ella Nollová.[18] Profesor Ilja Bojanovský obýval vilu v ulici Na Výsluní 25.
- V ulici Nad Vodovodem 36 bydlel ke sklonku svého života malíř, folklorista a spisovatel Ludvík Kuba.

### Doprava
Západní částí čtvrti je vedena autobusová linka se zastávkami MHD Třebešín a Pod Třebešínem. Východní částí čtvrti vede cyklostezka A244.